# Sin City (película)
Sin City —también conocida como Frank Miller's Sin City, y en español como La ciudad del pecado— es una película de 2005, adaptación de las historietas de Sin City: El duro adiós, La gran masacre, Ese bastardo amarillo y El cliente siempre tiene la razón (corto que se ve al inicio de la película, parte del cómic La chica vestía de rojo). Aunque se trata de una sola película, cuenta las cuatro historias por separado.

## Argumento

### Prólogo:El cliente siempre tiene la razón1/2
Corto que sirve como introducción de la película. Se ve cómo un tipo (Josh Hartnett) seduce a una mujer de rojo (Marley Shelton), tomando en cuenta que ella tenía un oscuro pasado. El hombre aprovechó eso para enamorarla y después matarla. Al final el sujeto dice "Nunca sabré de qué huía. Cobraré el cheque por la mañana."

### Primera historia:Ese bastardo amarillo1/2
El título original en inglés, "That yellow bastard", es un juego de palabras que da a entender que el bastardo es cobarde y literalmente, de color amarillo.
Hartigan (Bruce Willis), un policía próximo a retirarse, y su compañero investigan una serie de asesinatos y el secuestro de una niña de 11 años llamada Nancy Callahan (Makenzie Vega de niña, Jessica Alba de adulta) perpetrado por el hijo del senador Roark (Nick Stahl). Hartigan lo sigue hasta un muelle frustrando la violación y muerte de la niña e hiriendo brutalmente con su arma de fuego al atacante en una oreja, una mano y los genitales. Sabiendo  que el hijo del senador es un vil asesino despiadado y que Hartigan no lo podrá encarcelar por las influencias políticas del padre de éste, pero sí encerrar en la cárcel al policía por lo que le hizo; Hartigan decide matarlo de una vez por todas pero su compañero Bob (Michael Madsen) interviene y lo hiere brutalmente por la espalda frustrando su acometida y encerrando en prisión al policía justiciero pero salvando a la niña.

### Segunda historia:El duro adiós
Marv (Mickey Rourke), un peligroso rufián solitario en libertad condicional, tiene relaciones con una prostituta llamada Goldie (Jaime King). Al despertar, descubre que la han asesinado. Instantes después, las sirenas policiales lo alarman. Comprende que le han tendido una trampa, puesto que nadie podía saber aún que allí se había cometido un homicidio.
Escapa de allí de forma brutal, yendo en busca de su agente de libertad condicional, Lucille (Carla Gugino), una sensual lesbiana que le proporciona la medicina que necesita para controlarse.
Decide ir en busca de quien ha perpetrado el asesinato, y que además busca inculparlo a él. De confesión en confesión y asesinatos, da con el paradero del asesino, Kevin (Elijah Wood), un joven caníbal que ha encontrado su salvación alimentándose de los cuerpos de hermosas mujeres. Marv no puede con él y es encerrado, encontrando allí a su amiga Lucille, quien había sido mutilada y obligada a mirar mientras Kevin se le comía una mano.
Marv logra que ambos salgan de su calabozo, pero son interceptados por agentes armados. Lucille se identifica como policía, pero es muerta por una gran cantidad de balas que le atraviesan el cuerpo.
Finalmente, Marv se libra de ellos y mata al jefe, llegando hasta el Barrio Viejo, sitio donde las prostitutas son su propia ley. Allí es donde da con Wendy, gemela de Goldie, quien lo había estado persiguiendo, creyéndolo el asesino de su hermana.
Conociendo la historia real, Wendy y Marv vuelven a la Granja, a buscar a Kevin. Wendy quiere participar, pero él no se lo permite, dada la crueldad a la cual tenía intención de someter al joven asesino.
Finalmente, tras luchas y torturas, Marv termina con la vida de Kevin, a quien le corta la cabeza, y la lleva hasta el Cardenal Roark (Rutger Hauer), el hombre más poderoso de Sin City y a la sazón, mentor de Kevin.
Asqueado de todo, Marv termina con la vida del Cardenal después de torturarlo a placer. Es entonces cuando, alertada, la policía entra en la habitación, y disparan sobre Marv una gran cantidad de balas que luego son extraídas en un proceso quirúrgico. Se recupera en un hospital. Apenas se repone, es atrapado por la policía, que lo golpea sin interrogarlo, amenazándolo con matar a su madre si no firma una confesión aceptando ser el autor de todos los crímenes cometidos por Kevin y Roark, incluido el de Goldie. Finalmente es encarcelado y condenado a la silla eléctrica.
Sobrevive a la primera descarga, pero la segunda termina con su tortuosa vida.

### Tercera historia:La gran masacre
Jackie Boy (Benicio Del Toro) y sus amigos van a molestar a Shellie (Brittany Murphy) a su casa, y Dwight (Clive Owen), el novio de esta, los hace irse. Pero, temiendo que abusaran de alguna otra mujer, los sigue con su coche. Terminan en el Barrio Viejo, donde Becky (Alexis Bledel), una prostituta joven, se niega a prestarles servicios sexuales: entonces la amenazan con un Colt 1911.45, desatando así la ira de las prostitutas. La ninja Miho (Devon Aoki), que observaba desde los tejados, lanza un manji shuriken y le corta a Jackie Boy la mano con la que empuñaba el Colt y mata a sus amigos en el auto. Además consigue obstruir el cañón del arma cuando Jackie Boy la recupera, así que cuando él dispara, la parte superior deslizable (la que amartilla o recarga el arma) sale despedida hacia atrás y se le clava en la frente. Miho lo remata volándole la tapa de los sesos con una katana. Después de matar a los pasajeros, Dwight y las chicas revisan los cuerpos pero en su billetera Dwight encuentra algo perturbador: la placa de Jackie Boy, quien es el teniente detective Jack Rafferty, policía condecorado con el título de héroe. Si su muerte se supiera, el Barrio Viejo, hasta entonces una zona cerrada donde la policía no entra y las prostitutas imponen su propia ley, perdería sus privilegios y habría bastantes arrestos, incluso muertes, hasta aclarar el crimen. Además, tal y como aclara Gail (Rosario Dawson) (la líder de las prostitutas, amante de Dwight «Siempre serás mía. Siempre... y nunca») la mafia controlaría el negocio de las prostitutas.
Para evitar eso, Dwight se lleva los cadáveres en un auto para tirarlos en los pozos de brea, donde nadie los buscará. Pero Becky traiciona a las demás y avisa a la mafia y Dwight es atacado, la cabeza de Jackie Boy es recuperada y Gail capturada. Miho y Dallas rescatan a Dwight que se hundía en los pozos, y luego interceptan al coche de los mafiosos y vuelven a recuperar la cabeza. Dwight hace un trato con su líder Manute (Michael Clarke Duncan) y los otros mafiosos: la cabeza a cambio de Gail. Una vez que esta está a salvo Dwight entrega la cabeza, pero la misma contiene varios explosivos incautados a uno de los mafiosos que habían atacado anteriormente a Dwight. Los activa, llevándose consigo los últimos restos de Jackie Boy y por tanto las pruebas incriminatorias contra las prostitutas de Old Town, y la explosión marcaría la entrada de las demás prostitutas que, apostadas desde un principio en los tejados, acabarían con todos los mafiosos.

### Cuarta historia:Ese bastardo amarillo2/2
Hartigan, el policía de la primera historia, sobrevive al igual que el asesino (el hijo del senador Roark), y son hospitalizados, y el senador se encarga de que Hartigan se recupere para que pase el resto de su vida en la cárcel, ya que logra manipular a los jueces culpando a Hartigan del intento de violación.
Nancy Callahan (Jessica Alba) le escribe todas las semanas a la cárcel, bajo el seudónimo de Cordelia, hasta que un día, 8 años después, deja de hacerlo. Y finalmente llega un sobre con un dedo, señal de que está en peligro. Hartigan confiesa “su” crimen, la sentencia es firme, y por los años ya cumplidos se le considera cumplida la pena y es dejado en libertad.
Rastrea a Nancy hasta encontrarla como bailarina erótica en un bar. Allí está también el maltrecho e irreconocible hijo del senador, y Hartigan se da cuenta de su error: Nancy nunca estuvo en peligro ni dejó de enviarle misivas; le hicieron creerlo para poder descubrir quién era la que le escribía y torturar a Hartigan matándola. Intentó salir inmediatamente, pero Nancy lo reconoció y dejó inmediatamente de bailar y saltó hacia él.
Escapan en auto, paran en un motel, y el hijo de Roark (quien tiene la piel amarilla, debido a los tratamientos realizados para recuperar sus testículos perdidos en el primer encuentro) los sorprende. Deja a Hartigan colgado para que se ahorque, y se lleva a Nancy para acabar lo iniciado hace ocho años, esta vez, en la misma granja donde estaría Marv en la segunda historia, pues aquí Kevin el caníbal está vivo. Hartigan se zafa y consigue seguirlos. Rescata a Nancy y mata al hijo del senador luego de arrancarle con sus propias manos pene y testículos y destrozarle el rostro. Finalmente Hartigan le dijo a Nancy que en esa granja habría pruebas suficientes para encarcelar al senador Roark. Nancy se fue, pero lo que le había dicho Hartigan era mentira: él sabía que ningún juez se atrevería siquiera a tomar una causa contra el poderoso Roark. Inevitablemente, lo capturarían de nuevo, y volverían a amenazarla para torturarlo. Decidió entonces hacer lo único que le quedaba por hacer para proteger a Nancy, la única persona que quedaba en el mundo a quien amaba: toma su revólver y se dispara a sí mismo.

### Epílogo:El cliente siempre tiene la razón2/2
Becky, tras ser herida en “La gran masacre” y haber traicionado a sus compañeras prostitutas, termina en el hospital del cual sale sólo con su brazo enyesado. Va caminando hasta un ascensor mientras habla por teléfono con su madre. Una voz en off dice: «Toma la esquina correcta en Sin City y encontrarás lo que sea.» Un doctor dentro del ascensor le ofrece cigarros a Becky, descubriéndose así que se trata del mismo hombre visto en el Prólogo. Becky se despide de su madre.

## Reparto
- El cliente siempre tiene la razón:
  - Josh Hartnett como El coronel/El vendedor/El hombre
  - Marley Shelton como La cliente

- El duro adiós:
  - Mickey Rourke como Marv
  - Jaime King como Goldie y Wendy
  - Elijah Wood como Kevin
  - Jessica Alba como Nancy Callahan
  - Carla Gugino como Lucille
  - Rutger Hauer como Cardenal Patrick Henry Roark
  - Jason Douglas como Francotirador
  - Frank Miller como Cura
  - Brittany Murphy como Shellie

- La gran masacre:
  - Clive Owen como Dwight McCarthy
  - Rosario Dawson como Gail
  - Benicio del Toro como Detective Jack "Jackie Boy" Rafferty
  - Brittany Murphy como Shellie
  - Michael Clarke Duncan como Manute
  - Devon Aoki como Miho
  - Alexis Bledel como Becky
  - Patricia Vonne como Dallas
  - Nicky Katt como Stuka
  - Tommy Flanagan como Brian

- Ese bastardo amarillo:
  - Bruce Willis como John Hartigan
  - Jessica Alba como Nancy Callahan
  - Nick Stahl como Roark Junior
  - Powers Boothe como Senador Roark
  - Michael Madsen como Bob
  - Britanny Murphy como Shellie
  - Jude Ciccolella como Comisario Liebowitz
  - Rick Gómez como Douglas Klump
  - Nick Offerman como Burt Shlubb

- Epílogo:
  - Josh Hartnett como El coronel/El vendedor/El hombre
  - Alexis Bledel como Becky

## Premios y nominaciones
| Año  | Premio                                                           | Categoría                                                                     | Resultado |
| ---- | ---------------------------------------------------------------- | ----------------------------------------------------------------------------- | --------- |
| 2005 | Festival de Cannes                                               | Palma de Oro                                                                  | Nominada  |
| 2005 | Festival de Cannes                                               | Vulcain Prize (premio técnico)                                                | Ganadora  |
| 2005 | Premios de Cine y Televisión de la BMI                           | Premio a la mejor música cinematográfica (Graeme Revell)                      | Ganadora  |
| 2005 | Premios de Cine y Televisión de Irlanda (IFTA)                   | Premio de la audiencia a la mejor película                                    | Nominada  |
| 2005 | Premios de Cine y Televisión de Irlanda (IFTA)                   | Premio de la audiencia al mejor actor internacional (Mickey Rourke)           | Ganador   |
| 2005 | Premios Satellite                                                | Mejor actor de reparto en un drama (Mickey Rourke)                            | Nominado  |
| 2005 | Premios Satellite                                                | Mejor fotografía (Robert Rodriguez)                                           | Nominado  |
| 2005 | Premios Satellite                                                | Mejor dirección artística y diseño de producción (Jeanette Scott, David Hack) | Nominados |
| 2005 | Premios Satellite                                                | Mejor montaje (Robert Rodriguez)                                              | Nominado  |
| 2005 | Premios Satellite                                                | Mejor sonido                                                                  | Nominada  |
| 2005 | Premios Satellite                                                | Mejores efectos visuales                                                      | Nominada  |
| 2005 | Premios Satellite                                                | Mejor banda sonora original                                                   | Nominada  |
| 2005 | Premios Satellite                                                | Mejor edición en DVD                                                          | Nominada  |
| 2005 | Premios Satellite                                                | Mejores extras en la edición en DVD                                           | Nominada  |
| 2005 | Premios de la Asociación de Críticos de Cine de Washington D. C. | Mejor reparto                                                                 | Nominada  |
| 2005 | Premios de la Sociedad de Críticos de Cine de San Diego          | Mejor diseño de producción (Jeanette Scott)                                   | Ganadora  |
| 2006 | León Checo                                                       | Mejor película extranjera                                                     | Nominada  |
| 2006 | Premios Empire                                                   | Mejor película                                                                | Nominada  |
| 2006 | Premios Empire                                                   | Mejor thriller                                                                | Nominada  |
| 2006 | Premios de Cine y Televisión de la ASCAP                         | Películas más taquilleras                                                     | Ganadora  |
| 2006 | Premios Saturn                                                   | Mejor película de acción/aventuras/thriller                                   | Ganadora  |
| 2006 | Premios Saturn                                                   | Mejor actor de reparto (Mickey Rourke)                                        | Ganador   |
| 2006 | Premios Saturn                                                   | Mejor actriz de reparto (Jessica Alba)                                        | Nominada  |
| 2006 | Premios Saturn                                                   | Mejor maquillaje (Howard Berger, Gregory Nicotero)                            | Nominados |
| 2006 | Premios Saturn                                                   | Mejor edición especial en DVD                                                 | Ganadora  |
| 2006 | Premios ALMA                                                     | Mejor actor (Benicio del Toro)                                                | Nominado  |
| 2006 | Premios ALMA                                                     | Mejor actriz de reparto (Jessica Alba)                                        | Nominada  |
| 2006 | Premios ALMA                                                     | Mejor director (Robert Rodriguez)                                             | Nominado  |
| 2006 | Premios de la Asociación de Críticos de Cine de Austin           | Mejor película animada                                                        | Ganadora  |
| 2006 | Premios de la Asociación de Críticos de Cine de Austin           | Premio cinematográfico de Austin                                              | Ganadora  |
| 2006 | Premios de la Asociación de Críticos de Cine de Chicago          | Mejor actor de reparto (Mickey Rourke)                                        | Ganador   |

## Secuela
La producción de una secuela, titulada Sin City: A Dame to Kill For, se inició en octubre de 2012 con Robert Rodriguez y Frank Miller dirigiendo un guion coescrito por ellos y William Monahan. La secuela se estrenó en 2014.